# Карло Парола
Карло Парола (італ. Carlo Parola, * 20 вересня 1921, Турин — † 22 березня 2000, Турин) — колишній італійський футболіст, захисник. По завершенні ігрової кар'єри — футбольний тренер.
Як гравець насамперед відомий виступами за клуб «Ювентус», а також національну збірну Італії.
Дворазовий чемпіон Італії. Володар Кубка Італії. Чемпіон Італії (як тренер).

## Клубна кар'єра
Вихованець футбольної школи клубу «Ювентус». Дорослу футбольну кар'єру розпочав 1939 року в основній команді того ж клубу, в якій провів п'ятнадцять сезонів, взявши участь у 334 матчах чемпіонату. Більшість часу, проведеного у складі «Ювентуса», був основним гравцем захисту команди. За цей час двічі виборював титул чемпіона Італії, ставав володарем Кубка Італії.

Карло Парола під час виступів за «Лаціо». Сезон 1954/55.

Завершив професійну ігрову кар'єру у клубі «Лаціо», за команду якого виступав протягом 1954–1955 років.

## Виступи за збірну
1945 року дебютував в офіційних матчах у складі національної збірної Італії. Протягом кар'єри у національній команді, яка тривала 6 років, провів у формі головної команди країни лише 10 матчів. У складі збірної був учасником чемпіонату світу 1950 року у Бразилії.

## Кар'єра тренера
Розпочав тренерську кар'єру невдовзі по завершенні кар'єри гравця, 1956 року, очоливши тренерський штаб клубу «Анконітана».
Надалі очолював команди клубів «Ювентус» (в сезоні 1951-52), «Ліворно» та «Новара».
Останнім місцем тренерської роботи був клуб «Ювентус», до якого Парола повернувся 1974 року та очолював як головний тренер до 1976 року. Привів свою рідну команду до перемоги у у чемпіонаті Італії 1974-75.

## Титули і досягнення

### Як гравця
- Чемпіон Італії (2):

«Ювентус»: 1949-50, 1951-52
- Володар Кубка Італії (1):

«Ювентус»: 1941-42

### Як тренера
- Володар Кубка Італії (1):

«Ювентус»: 1964-65
- Чемпіон Італії (1):

«Ювентус»: 1974-75